# Phoradendron angustifolium
Phoradendron angustifolium là một loài thực vật có hoa trong họ Santalaceae. Loài này được (Kunth) Nutt. miêu tả khoa học đầu tiên năm 1847.